# Cutler Beckett
Lord Cutler Beckett egy jelentős gonosz szereplő A Karib-tenger kalózai filmsorozat második és harmadik részében. Megformálója Tom Hollander.

## Élete

### A holtak kincsében
Lord Beckett számos hajóval, a Brit Kelet-indiai Társaság számos katonájával és alárendeltjével, egy Ian Mercer nevű hivatalnokkal Port Royalba érkezik. Beckett birtokában van a kormányzó lánya, Elizabeth Swann, Elizabeth jegyese, Will Turner, valamint a Királyi Flotta szolgálattól visszavonult tisztje, James Norrington parancsnok elleni elfogatóparancsnak. Beckett letartóztatja Willt és Elzabethet (Norrington Tortuga szigetén van). Megparancsolja Willnek, hogy hozza el Jack Sparrow kapitány mágikus tájolóját (a műszer oda mutat, ahol hordozójának leghőbb vágya rejtőzik). Swann kormányzó megpróbálja kiszabadítani a lányát, de Mercer közbelép. Elizabeth elmenekül, de a kormányzót elfogják. Beckett hajókat küld Davy Jones kapitány szívének megkeresésére, de azok nem tudják elhozni a ládát. Az utolsó hajó a tengeren megtalálja James Norrington admirálist, aki a rangjának visszaadása ellenében Beckettnek adja Jones szívét.

### A világ végénben
Beckett hajóra száll, és Szingapúrba küldi Mercert számos katonával, hogy üssenek rajta Szao Feng kapitányon, a Dél-kínai tenger kalózurán. A rajtaütés során feldúlják Szingapúrt, de Szao Feng, illetve az ott tartózkodó Will Turner, Elizabeth Swann és Hector Barbossa kapitány elmenekülnek. Beckett szolgálatába állítja Jones hajóját, a Bolygó Hollandit, és Norringtont nevezi ki annak vezetésére. Beckett ezután harcba száll a Barbossa kapitány által összehívott Kalóztanács ellen. A két flotta felsorakozik egymással szemben, és a Fekete Gyöngy, a Kalóztanács zászlóshajója és a Beckett szolgálatában álló Bolygó Hollandi között egy örvényben heves csata tör ki. Jones megöli a Hollandit vezető Mercert, Will Turner pedig magát Jonest, és a Hollandi alábukik a tengerben. Beckett zászlóshajója, az Endeavour a Gyöngy felé tart, és az újonnan Will kapitánysága alatt álló Hollandi a felszínre tör. A Hollandi és a Gyöngy két oldalról porrá ágyúzzák az Endeavourt, és a fedélzetén Beckett meghal.